# Strooiselmot
De strooiselmot (Endotricha flammealis) is een nachtvlinder uit de familie Pyralidae, de snuitmotten. De vlinder heeft een spanwijdte van 18 tot 23 millimeter.
De vliegtijd van de vlinder is juli en augustus. Waardplanten van de strooiselmot zijn onder andere gewone agrimonie, blauwe bosbes en soorten uit de geslachten wilg en eik.
De strooiselmot heeft een kenmerkende rusthouding, hoog op de voorpootjes met de punten van de vleugels op de ondergrond.